# Ni Yulan
Ni Yulan, född 1960 i Peking, Kina är en kinesisk jurist och människorättsaktivist.
Ni Yulan har arbetar som jurist och har efter OS 2008 arbetat med de människor som förlorat sina tillgångar med anledning av OS. Hennes arbete har gått ut på att bevaka deras intressen och hävda deras rättigheter gentemot regimen. Detta har lett till att hon arresterats och misshandlats, något som lett till förlamning. Trots detta fortsatte hon sin kamp, något som genererat flera års fängelsestraff.
År 2016 tilldelades Ni Yulan International Women of Courage Award.